# I ragazzi irresistibili (programma televisivo)
I ragazzi irresistibili è stato un programma televisivo italiano, andato in onda su Canale 5 in prima serata per due edizioni, nel 2000 e nel 2001.

## Il programma
La prima edizione è andata in onda, per tre puntate, dal 10 giugno al 24 giugno 2000, mentre la seconda è stata trasmessa, sempre per tre puntate, dal 2 giugno al 16 giugno 2001.
Il programma era un varietà musicale condotto da quattro noti cantanti, Maurizio Vandelli, Rita Pavone, Adriano Pappalardo e Little Tony, i quali proponevano dal Palais di Saint Vincent varie note canzoni italiane e internazionali dagli anni sessanta al presente. Nel corso delle due edizioni i conduttori duettarono con numerosi ospiti, fra i quali Mal, Rocky Roberts, Bruno Lauzi, Demis Roussos, Shel Shapiro, Edoardo Vianello, Ivana Spagna, Nomadi, New Trolls, Formula 3, Bobby Solo, Ben E. King, José Feliciano, Gazosa, Fred Bongusto, Riccardo Fogli, Michele, I Giganti.
Autori della trasmissione erano Franco Faloppi, Giampiero Ameli, Daniele Soragni, Marco Salvati e Marco Elia. L'orchestra era diretta dal maestro Vince Tempera, mentre la regia era curata da Maurizio Pagnussat.
Il programma viene replicato su Mediaset Extra nel 2014, nel 2018, nel 2020 e a giugno del 2021 e su Rete 4, nella trasmissione notturna Ieri e oggi in Tv.